# Berendries
Berendries est une rue située sur la commune de Brakel dans la province belge de Flandre-Orientale. Elle relie le village de Michelbeke à celui de Audenhove-Sainte-Marie.

## Tourisme
Le sentier de grande randonnée 122 emprunte cette voie.

## Cyclisme
Berendries est surtout connue pour son ascension lors des classiques flandriennes et plus particulièrement lors du Tour des Flandres. C'est une côte asphaltée de 936 mètres de longueur de 7 % de moyenne, avec un passage à plus de 13 %. C'est une des côtes non-pavées les plus difficiles que les coureurs doivent affronter.
C'est un mont traditionnel du Tour des Flandres mais il n'a été pour la première fois répertorié qu'en 1983. Il a ensuite été emprunté 28 fois consécutivement par le « Ronde » jusqu'en 2010. Il ne figure pas sur le parcours de l'édition 2011. Berendries est généralement précédé du Leberg. Il se situe à environ 40 kilomètres de l'arrivée à Meerbeke. Entre 1984 et 1995, il est même l'antépénultième difficulté du Tour des Flandres, avant le duo mur de Grammont/Bosberg. Cette situation change à partir de 1996 avec la réintroduction du Valkenberg et la reconnaissance de Tenbosse en 1997.
Le Berendries apparait aussi régulièrement au programme du circuit Het Nieuwsblad (24 fois en 1983-1985, 1987-1996, 1998-2000, 2002, 2003, 2005-2010) mais aussi d'autres semi-classiques belges comme À travers les Flandres.